# Timothy Schmalz
Timothy P. Schmalz (Canadá, 1969) es un escultor y artista canadiense. Su interés se centra en figuras religiosas y en obras para espacios públicos. Su obra más destaca es Jesús desamparado, un alegato para hacer visibles a las personas sin hogar que viven en la calle. De factura lenta -de algunas obras se dice que han necesitado más de 10 años en su taller- Schmalz tiene muy presentes sus ideas religiosas y concibe el arte como un medio para hacer visible su espiritualidad. Influenciada su obra por la estética vigorosa de un Auguste Rodin, de algunas de sus piezas se han hecho grandes tiradas para llegar a todos los rincones del mundo.

## Trabajos
Schmalz vive desde hace años en la localidad canadiense de San Jacobs, Ontario, y es autor de un buen número de obras. Entre las más conocidas encontramos la Última cena o Yo te absuelvo, en la que retrata al Padre Pío confesando. Si la más conocida es Jesús desamparado, el 23 de octubre de 2015 presentó en Orillia una estatua de 4 metros de altura para homenajear al cantante folk canadiense Gordon Lightfoot. La estatua Golden Leaves presenta al joven Lightfoot tocando la guitarra, y rodeado de  un anillo de hojas de arce. Cada hoja contiene una imagen inspirada en una canción. Schmalz planea esculpir cada hoja y colocarla a lo largo de un parque dedicado al popular cantante. Una hoja inspirada en la canción Black Day se presentó en julio de 2016 en Tudhope Park como la segunda entrega del Parque Gordon Lightfoot.
Schmalz también es autor del Memorial de los Veteranos de Canadá, una escultura homenaje a los soldados canadienses en la que empleó uniformes de las Fuerzas Armadas de Canadá de todas las armas.
El 29 de septiembre de 2019 el papa Francisco inauguró en la plaza de San Pedro de Roma la estatua Ángeles sin saberlo, una enorme escultura de seis metros de altura y tres toneladas de peso en bronce y arcilla, que representa a un grupo de migrantes y refugiados de diferentes culturas, obra de Schmalz.
El 19 de febrero del 2021 se inaugura en el Cerro de Monserrate en Bogotá, Colombia, una estatua suya llamada "Jesucristo, Habitante de Calle".